# Отнесённые необыкновенной судьбой в лазурное море в августе
«Отнесённые необыкновенной судьбой в лазурное море в августе» — кинофильм режиссёра Лины Вертмюллер. Как и многие фильмы Вертмюллер, не рекомендуется для детей младше 16 лет. 
В 2002 году Гаем Риччи был снят ремейк фильма с Мадонной в главной роли — «Унесённые». Подобную тему любви между классово разными людьми имеет и романтичная комедия «За бортом» при участии Голди Хоун и Курта Рассела.

## Сюжет
Богатая стервозная Рафаэлла отправилась с друзьями и мужем в путешествие по Средиземному морю на яхте. Она всячески обижает команду яхты. Волей случая, её и матроса-коммуниста Дженнарино занесло на необитаемый остров.

## В ролях
- Джанкарло Джаннини —  Дженарино Карункио
- Марианджела Мелато — Рафаэлла Павоне Ланцетти
- Риккардо Сальвино — Синьор Павоне Ланцетти
- Иза Даниэли — Анна
- Эрос Паньи — Пиппе

Съёмки фильма проходили в Тортоли, на Сардинии, в Италии.

## Награды и номинации
Давид ди Донателло, 1975 год
- Награда — Лучшая музыка Пьеро Пиччони

Национальный совет кинокритиков США, 1975 год
- Награда — Лучшие зарубежные фильмы Пьеро Пиччони

Национальный совет кинокритиков США, 1975 год
- Награда — Лучшая актриса Марианджела Мелато
- Награда — Золотой козерог Лина Вертмюллер

Сообщество кинокритиков Нью-Йорка (NYFCC), 1975 год
- 2-е место — Лучший сценарий Марианджела Мелато
- 3-е место — Лучший режиссёр Лина Вертмюллер
- 3-е место — Лучший фильм